# 구글 북마크
구글 북마크(Google Bookmarks)는 구글 계정 소유자들에게 제공되는 무료 온라인 북마크 서비스이다. 브라우저 기반 북마크와 완전히 분리된 기능으로, 구글 크롬을 포함한 여느 저명한 브라우저의 북마크 기능과 구별된다. 구글 북마크는 2005년 10월 10일 런칭하였다. 사용자들이 웹 페이지를 북마크 처리하고 레이블이나 노트를 추가할 수 있게 해주는 클라우드 기반 서비스이다. 이 서비스는 구글 사용자들에게 폭넓게 채택되지는 못했다.
사용자들은 구글 계정에 로그인함으로써 모든 기기의 브라우저의 북마크에 접근이 가능하다. 온라인 서비스는 단일 사용자의 북마크를 저장하도록 설계되었는데, 이는 북마크 공유를 장려하는 소셜 및 기업 온라인 북마크 서비스와는 대조적이다. 북마크는 검색이 가능하며 페이지 제목, 레이블, 노트를 포함하여 북마크의 전문 검색을 통해 검색이 수행된다.
또, 구글 북마크(Google Bookmark)라는 레이블의 단순 북마클릿(자바스크립트 기능)이 구글 북마크 페이지의 하단에 위치해 있으며 브라우저의 도구 모음에 드래그가 가능하므로 북마크 기능을 더 편하게 사용할 수 있다. 이 경우 구글 북마크에 북마크를 저장하고 노트와 레이블을 추가하기 위한 창이 열린다.
이 서비스는 2021년 9월 30일 중단되었다.

## 같이 보기
- 즐겨찾기
- 소셜 북마크